# 川串誠
川串誠は、1960年代にテレビ・映画でタイトルバックのイラストを手がけた人物。代表作は『てなもんや三度笠』。

## 主な作品
タイトルバックイラスト
- 『スチャラカ社員』1961年[2]
- 『てなもんや三度笠』1962年。2002年発売のDVDシリーズ『てなもんや三度笠 爆笑傑作集1〜5』のパッケージにも使用された[3]。
- 『ドリフターズですよ!前進前進また前進』1967年[4]